# オメル・チャトクチ
オメル・チャトクチ（Ömer Çatkıç、1974年10月15日 - ）は、トルコの元サッカー選手。元トルコ代表。ポジションはゴールキーパー。

## 来歴
2000年にトルコ代表デビュー。2002 FIFAワールドカップのメンバーにも選ばれ、グループステージ3戦目・中国戦で前半途中から出場した。FIFAコンフェデレーションズカップ2003では3試合に出場、3位となった。2005年までに19試合に出場した。

## 代表歴

### 出場大会
- トルコ代表
  - 2002 FIFAワールドカップ

### 試合数
- 国際Aマッチ 19試合 0得点（2000年-2005年）[1]

| トルコ代表 | 国際Aマッチ | 国際Aマッチ |
| 年         | 出場        | 得点        |
| ---------- | ----------- | ----------- |
| 2000       | 1           | 0           |
| 2001       | 2           | 0           |
| 2002       | 6           | 0           |
| 2003       | 7           | 0           |
| 2004       | 2           | 0           |
| 2005       | 1           | 0           |
| 通算       | 19          | 0           |